# Virotia leptophylla
Virotia leptophylla är en tvåhjärtbladig växtart som först beskrevs av André Guillaumin, och fick sitt nu gällande namn av L. A. S. Johnson & B. G. Briggs. Virotia leptophylla ingår i släktet Virotia och familjen Proteaceae. Inga underarter finns listade i Catalogue of Life.